# Joseph Fay
Joseph Fay, född den 6 augusti 1813 i Köln, död den 27 juli 1875 i Düsseldorf, var en tysk målare.
Fay studerade i Düsseldorf och hos Paul Delaroche i Paris. Bland hans tidigare arbeten kan nämnas Simsons fängslande (1839) och Kleopatra. Fays främsta verk, de 1844 fullbordade freskerna i Elberfelds rådhussal (skildringar ur Germaniens äldsta historia), finns nu kvar endast i kartonger. Senare vände han sig till framställningar av det italienska folklivet.